# Gare de Bidarray-Pont-Noblia
La gare de Bidarray-Pont-Noblia est une gare ferroviaire française de la ligne de Bayonne à Saint-Jean-Pied-de-Port, située du côté est de la Nive, face au centre du village, sur le territoire de la commune de Bidarray, dans le département des Pyrénées-Atlantiques en région Nouvelle-Aquitaine. 
C'est une halte voyageurs de la Société nationale des chemins de fer français desservie par des trains régionaux.

## Situation ferroviaire
Établie à 82 mètres d'altitude, la gare de Bidarray-Pont-Noblia est située au point kilométrique (PK) 232,925 de la ligne de Bayonne à Saint-Jean-Pied-de-Port, entre les gares ouvertes de Itxassou et d'Ossès - Saint-Martin-d'Arrossa. en amont de la gare s'intercale la gare fermée de Bidarray.

## Histoire
En avril 1909, le conseil général du département émet un vœu pour la création d'une halte au pont de Bidarray du fait que la gare de Bidarray est située à un kilomètre du bourg ce qui est loin pour les habitants et qu'il y aurait avantage à obtenir une halte en face du pont qui se trouve au centre du village. Dans sa réponse du 13 mai, le ministre des travaux publics indique qu'il ne peut être donné suite à ce vœu du fait que la halte sollicitée ne se trouverait située qu'à 900 mètres à peine de la station de Bidarray. La halte ne profiterait qu'à une population déjà convenablement desservie et entraînerait, une dépense disproportionnée et une situation dégradée pour la marche des trains.
Il faut finalement attendre le mois de décembre 1930 pour que le ministre des travaux publics autorise la création d'un « arrêt » nommé « Pont-Noblia » ouvert au service des voyageurs et des bagages
Au début des années 2000, plusieurs années après la fermeture et la vente de la gare de Bidarray, la halte est modernisée par l'implantation d'un abri en verre fumé pour les voyageurs. À cette occasion elle est renommée « Bidarray-Pont Noblia ».

La halte en mai 2010
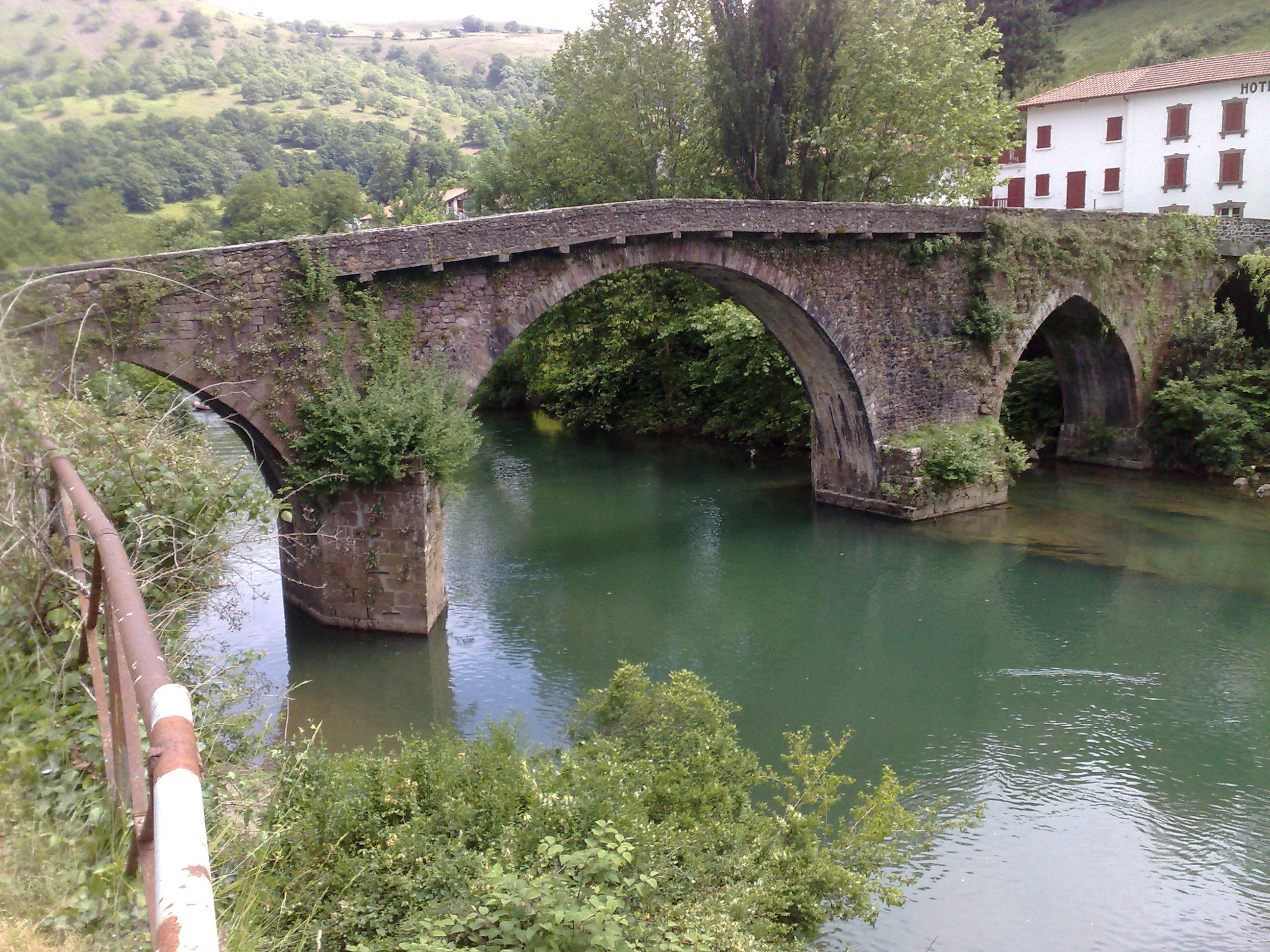
Le Pont qui a donné son nom à la halte.
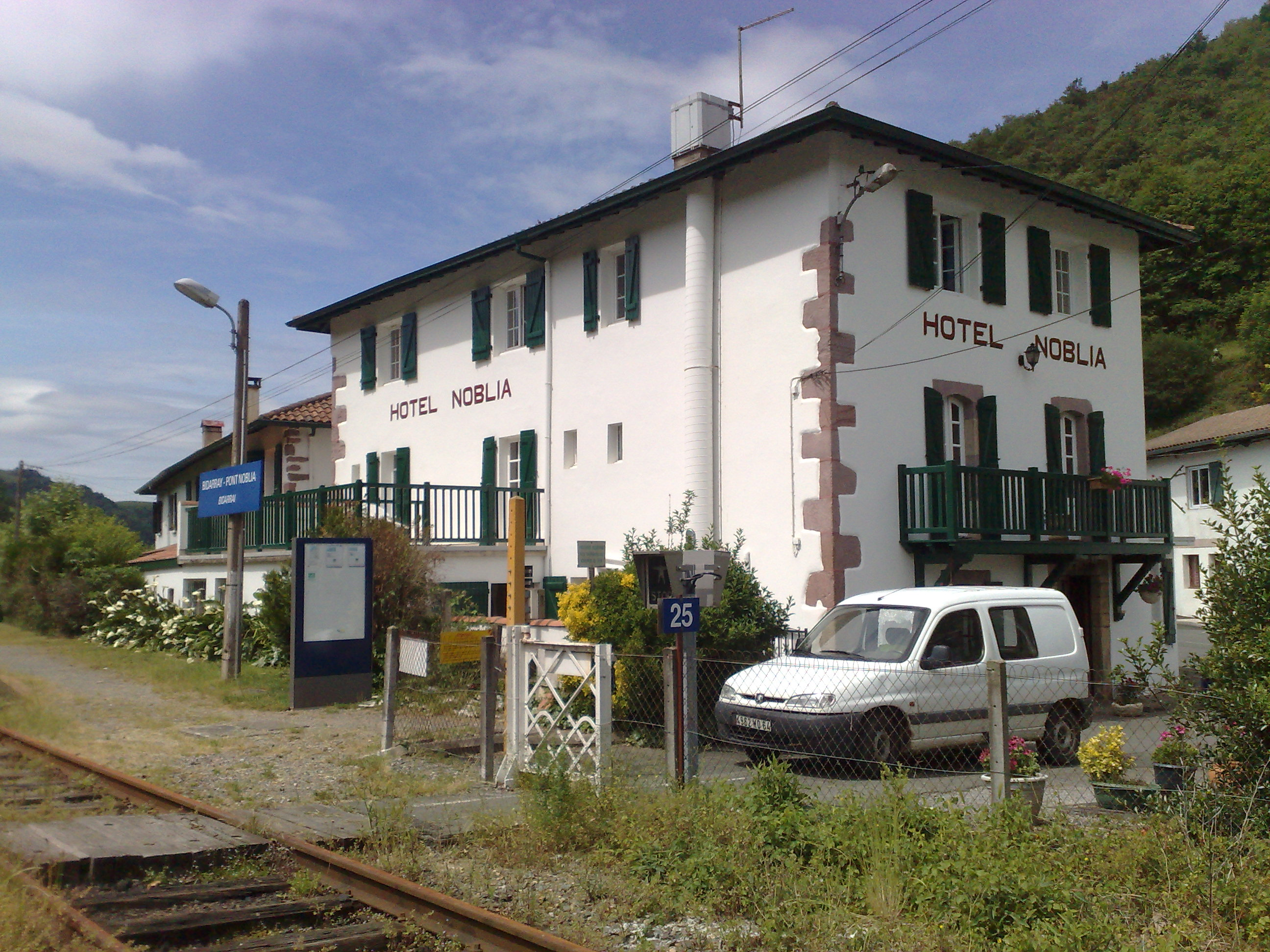
L'hôtel derrière la halte.
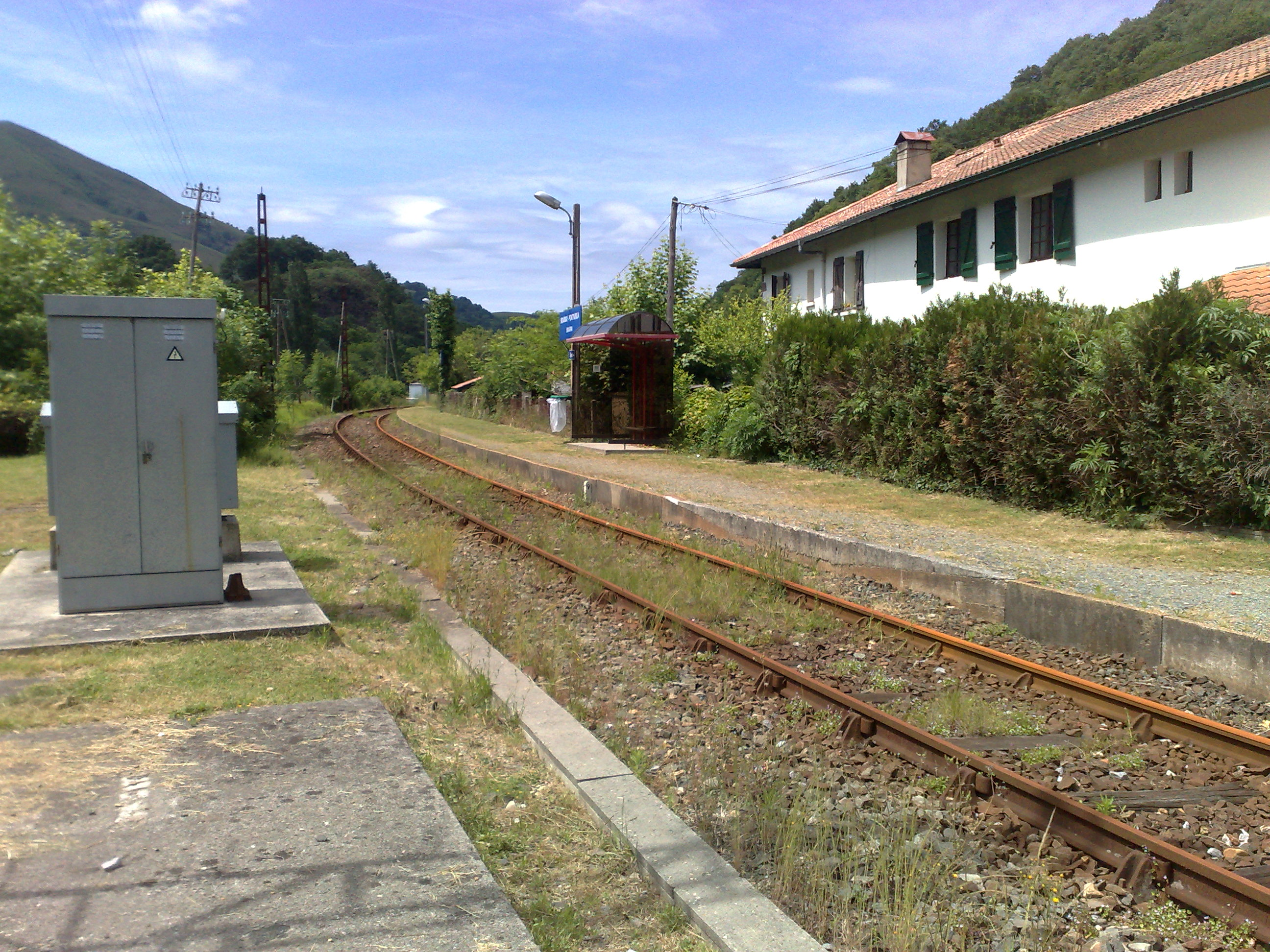
le quai et l'abri en verre fumé.

En 2022, selon les estimations de la SNCF, la fréquentation annuelle de la gare était de 2 804 voyageurs.

## Service des voyageurs

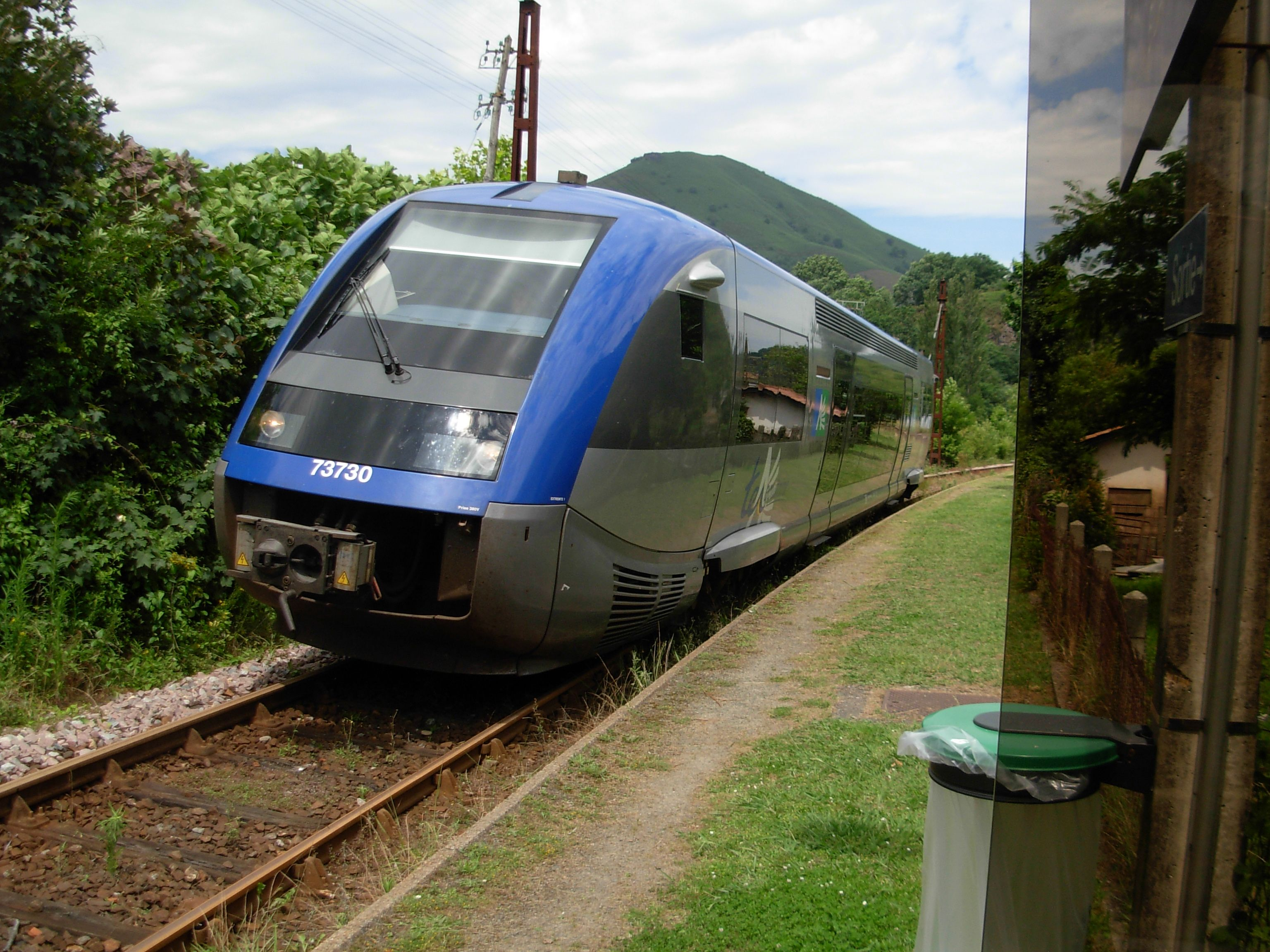
Desserte TER de la halte.

### Accueil
Halte SNCF c'est un point d'arrêt non géré (PANG) à entrée libre. Elle est équipée d'un seul quai avec abri.

### Desserte
Bidarray-Pont-Noblia est desservie par des trains TER Nouvelle-Aquitaine de la relation Bayonne - Saint-Jean-Pied-de-Port.

### Intermodalité
Le stationnement est possible mais limité à proximité.